# República (Islas Feroe)
República (en feroés, Tjóðveldi, abreviado T) es un partido político de izquierda de las Islas Feroe. Fue fundado en 1948 con el nombre de Partido Republicano (Tjóðveldisflokkurin) como una reacción contra el veto del Parlamento de Dinamarca a los resultados del plebiscito de estatus político de las Islas Feroe, en el cual la mayoría de la población se inclinó por la independencia de las Feroe de Dinamarca. 
El partido cambió de nombre en 2007 y desde 2008 es la principal fuerza política feroesa, con 8 escaños en el Løgting (parlamento feroés) y el 21,5 % del voto popular.
Su organización juvenil es República Joven (Unga Tjóðveldið).

## Resultados electorales

### Løgting
| Año  | Votos      | %     | Escaños | +/-         | Gobierno                                                                    |
| ---- | ---------- | ----- | ------- | ----------- | --------------------------------------------------------------------------- |
| 1950 | 1.145 (#4) | 9,85  | 2/25    |             | Oposición                                                                   |
| 1954 | 3.028 (#2) | 23,75 | 6/27    | 4           | Oposición                                                                   |
| 1958 | 3.323 (#2) | 23,93 | 7/30    | 1           | Coalición con Partido de la Igualdad y Autogobierno                         |
| 1962 | 3.281 (#2) | 21,65 | 6/29    | 1           | Coalición con Partido Popular, Autogobierno y Progreso                      |
| 1966 | 3.529 (#4) | 20,02 | 5/26    | 1           | Coalición con Partido de la Igualdad y Partido Popular (1966-1968)          |
| 1966 | 3.529 (#4) | 20,02 | 5/26    | 1           | Oposición (1968-1970)                                                       |
| 1970 | 3.962 (#2) | 21,94 | 6/26    | 1           | Coalición con Partido de la Igualdad y Progreso                             |
| 1974 | 4.461 (#2) | 22,46 | 6/26    | Sin cambios | Coalición con Partido de la Igualdad y Progreso                             |
| 1978 | 4.614 (#3) | 20,30 | 6/32    | Sin cambios | Coalición con Partido de la Igualdad, Partido del Autogobierno y Progreso   |
| 1980 | 4.415 (#3) | 18,97 | 6/32    | Sin cambios | Oposición                                                                   |
| 1984 | 4.921 (#4) | 19,50 | 6/32    | Sin cambios | Oposición                                                                   |
| 1988 | 5.520 (#4) | 19,20 | 6/32    | Sin cambios | Oposición                                                                   |
| 1990 | 4.178 (#4) | 14,70 | 4/32    | 2           | Coalición con Partido de la Igualdad y Partido del Autogobierno             |
| 1994 | 3.501 (#4) | 13,70 | 4/32    | Sin cambios | Oposición                                                                   |
| 1998 | 6.584 (#1) | 23,80 | 8/32    | 4           | Coalición con Partido Popular y Partido del Autogobierno                    |
| 2002 | 7.229 (#2) | 23,70 | 8/32    | Sin cambios | Coalición con Partido Popular, Partido del Autogobierno y Partido de Centro |
| 2004 | 6.890 (#3) | 21,70 | 8/32    | Sin cambios | Oposición                                                                   |
| 2008 | 7.250 (#1) | 23,30 | 8/33    | Sin cambios | Oposición                                                                   |
| 2011 | 5.589 (#3) | 18,29 | 6/33    | 2           | Oposición                                                                   |
| 2015 | 6.691 (#2) | 20,74 | 7/33    | 1           | Coalición con Partido de la Igualdad y Progreso                             |
| 2019 | 6.127 (#4) | 18,14 | 6/33    | 1           | Oposición                                                                   |
| 2022 | 6.057 (#4) | 17,71 | 6/33    | Sin cambios | Coalición con Partido de la Igualdad y Progreso                             |